# Lega Nazionale B (tennistavolo femminile)
La Lega Nazionale B è la divisione cadetta del campionato svizzero femminile di tennistavolo.

## Storia

### Denominazioni
- dal ????: Lega Nazionale B

## Partecipanti stagione 2012-2013

### Gruppo 1
- CTT Grône 1
- TTC Lenzburg 1
- TTC Münsingen 1
- CTT Péry 1
- CTT Pully 1
- TTC Rapid Luzern 1

### Gruppo 2
- TTC Rapid Luzern 2
- TTC Neuhausen 2
- TTC Ottenbach 1
- TTC Rio-Star Muttenz 2
- TTC Romanshorn 1
- TTC Young Stars ZH 1